# Vic-de-Chassenay
Vic-de-Chassenay är en kommun i departementet Côte-d'Or i regionen Bourgogne-Franche-Comté i östra Frankrike. Kommunen ligger i kantonen Semur-en-Auxois som tillhör arrondissementet Montbard. År 2022 hade Vic-de-Chassenay 209 invånare.

## Befolkningsutveckling
Antalet invånare i kommunen Vic-de-Chassenay
Referens:INSEE